# Amy Williams (skeleton)
Pour les articles homonymes, voir Williams et Amy Williams.
Amy Williams, née le 29 septembre 1982 à Cambridge, est une skeletoneuse britannique. Au cours de sa carrière, elle a notamment remporté une médaille d'argent aux Championnats du monde 2009 derrière l'Allemande Marion Trott.
Le 19 février 2010, elle est sacrée championne olympique sur la piste du Centre des sports de glisse de Whistler lors des Jeux de Vancouver.
Elle devient la première athlète britannique à remporter une médaille d'or lors de Jeux d'hiver depuis le patineur Robin Cousins en 1980.
En 2011, elle prend une médaille de bronze aux championnats d'Europe.
Elle prend sa retraite à la fin de la saison 2011-2012, à la suite de diverses blessures.
En décembre 2013, après cinq courses seulement aux côtés de l'ancien chroniqueur sportif Tony Jardine, elle est vainqueur de classe à l'issue du Rallye de Grande-Bretagne, sur Mitsubishi Lancer Evo IX.

## Palmarès
| Compétitions / Année    | Compétitions / Année    | 2006 | 2007 | 2008 | 2009 | 2010 | 2011 | 2012 |
| ----------------------- | ----------------------- | ---- | ---- | ---- | ---- | ---- | ---- | ---- |
| Jeux olympiques d'hiver | Jeux olympiques d'hiver | -    | -    | -    | -    | 1re  | -    | -    |
| Championnats du monde   | Ind.                    | -    | 7e   | 5e   | 2e   | -    | -    | 5e   |
| Championnats du monde   | Mixte                   | -    | -    | 4e   | 4e   | -    | -    | -    |
| Coupe du monde          | Coupe du monde          | 14e  | 13e  | 7e   | 5e   | 6e   | 17e  | -    |

### Coupe du monde de skeleton
- 3 podiums individuels : 1 deuxième place et 2 troisièmes places.